# DIN 52034
Die DIN-Norm DIN 52034 des DIN Deutschen Instituts für Normung e.V. regelte in Deutschland die Prüfung bituminöser Bindemittel hinsichtlich ihres Teergehaltes.
Aufgrund der gesundheitsgefährdenden Wirkung teerhaltiger Stoffe sind im Straßenbau bituminöse Bindemittel ohne Polyzyklische Aromatische Kohlenwasserstoffe zu verwenden. Hierzu beschreibt die Norm ein Nachweisverfahren, um einen Teergehalt im Bitumen anzuzeigen. Als Nachweisverfahren wird die so genannte Anthrachinon-Reaktion angewendet.
Die Norm wurde im Januar 2003 ersatzlos zurückgezogen.